# Estádio Municipal Pedro Marin Berbel
Estádio Municipal Pedro Marin Berbel – stadion piłkarski w Birigui, São Paulo (stan), Brazylia, na którym swoje mecze rozgrywa Bandeirante Esporte Clube.
Obiekt został otwarty w 1983 roku, wcześniej piłkarze Bandeirante Esporte Clube grali na Estádio Municipal Dr. Roberto Clark.
Pierwszy gol: Jarbas (Botafogo)